# Evangelische Kirche (Annerod)

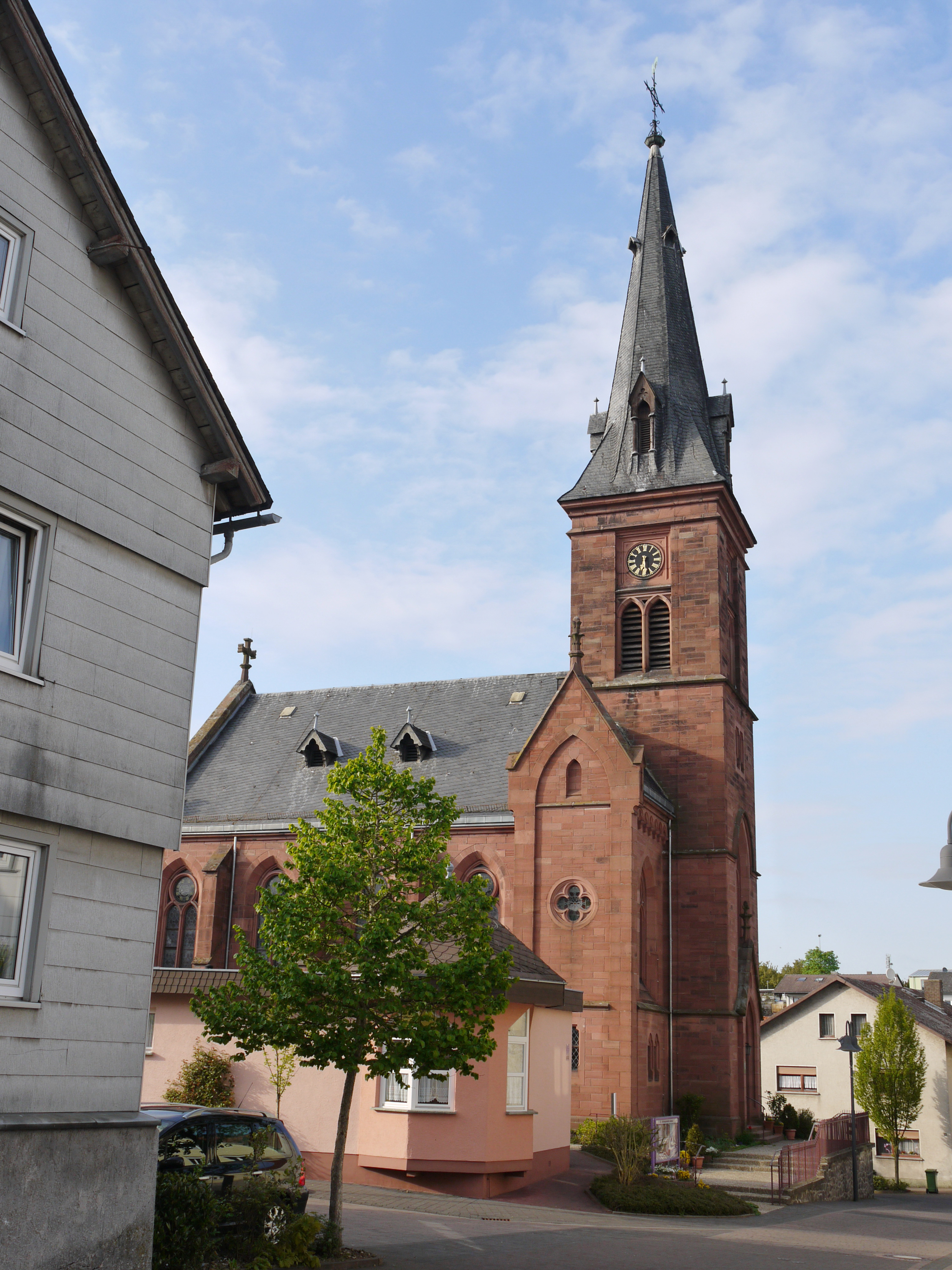
Nordseite der Kirche in Annerod

Die Evangelische Kirche in Annerod, einem Ortsteil der Gemeinde Fernwald im Landkreis Gießen (Hessen), ist ein denkmalgeschütztes Kulturdenkmal. Die Saalkirche mit offenem Dachstuhl wurde in den Jahren 1879/1880 nach Plänen von Ferdinand Broel im Stil der Neugotik erbaut.

## Geschichte
In kirchlicher Hinsicht war Annerod im ausgehenden Mittelalter im Archipresbyterat Wetzlar dem Archidiakonat St. Lubentius Dietkirchen im Bistum Trier zugeordnet und nach Großen-Linden sendpflichtig. Seit dem 13. Jahrhundert, als hier eine kleine steinerne Kirche errichtet wurde, bis zum Jahr 1837 gehörte der Ort zur Pfarrei Hausen, seitdem war er Filial von Rödgen. Vermutlich wurde in der ersten Hälfte des 16. Jahrhunderts das Schiff abgebrochen und durch ein Fachwerkschiff ersetzt. Als dieses abgängig war, entstand nach Aussage der Pfarrchronik in den Jahren 1705 bis 1708 ein größerer Neubau aus Stein. Zur Ausstattung gehörten zwei Glocken und ab 1742 eine neue Orgel des Orgelbauers Dreuth, die im Jahr 1847 repariert wurde.
Die Baupflicht für den Kirchenneubau hatte die bürgerliche Gemeinde, die dem Gießener Architekt Ferdinand Broel die Bauleitung übertrug. Mit dem Abbruch der Vorgängerkirche wurde am 25. März 1879 begonnen. Der alte Friedhof wurde abgetragen und ein provisorischer Glockenturm errichtet. Die Grundsteinlegung der Kirche erfolgte am 22. Juni 1879 und die Einweihung am 12. September 1880. Für die neue Kirche wurden 1880 von C. F. Ulrich, Apolda, zwei neue Glocken gegossen. Übernommen wurde die mittlere Glocke, die „Schulglocke“.
1963/1964 wurde ein Gemeindehaus angebaut. Eine Innenrenovierung erfolgte in den Jahren 1969/1970. In diesem Zuge wurden die drei Fenster im Chor und im südlichen Langhaus, die Kriegsschäden erlitten hatten, durch Heinz Hindorf ersetzt.
Die Kirchengemeinde gehört zum Dekanat Gießener Land in der Propstei Oberhessen der Evangelischen Kirche in Hessen und Nassau. Sie ist seit 2011 mit der Kirchengemeinde Oppenrod pfarramtlich verbunden.

## Architektur

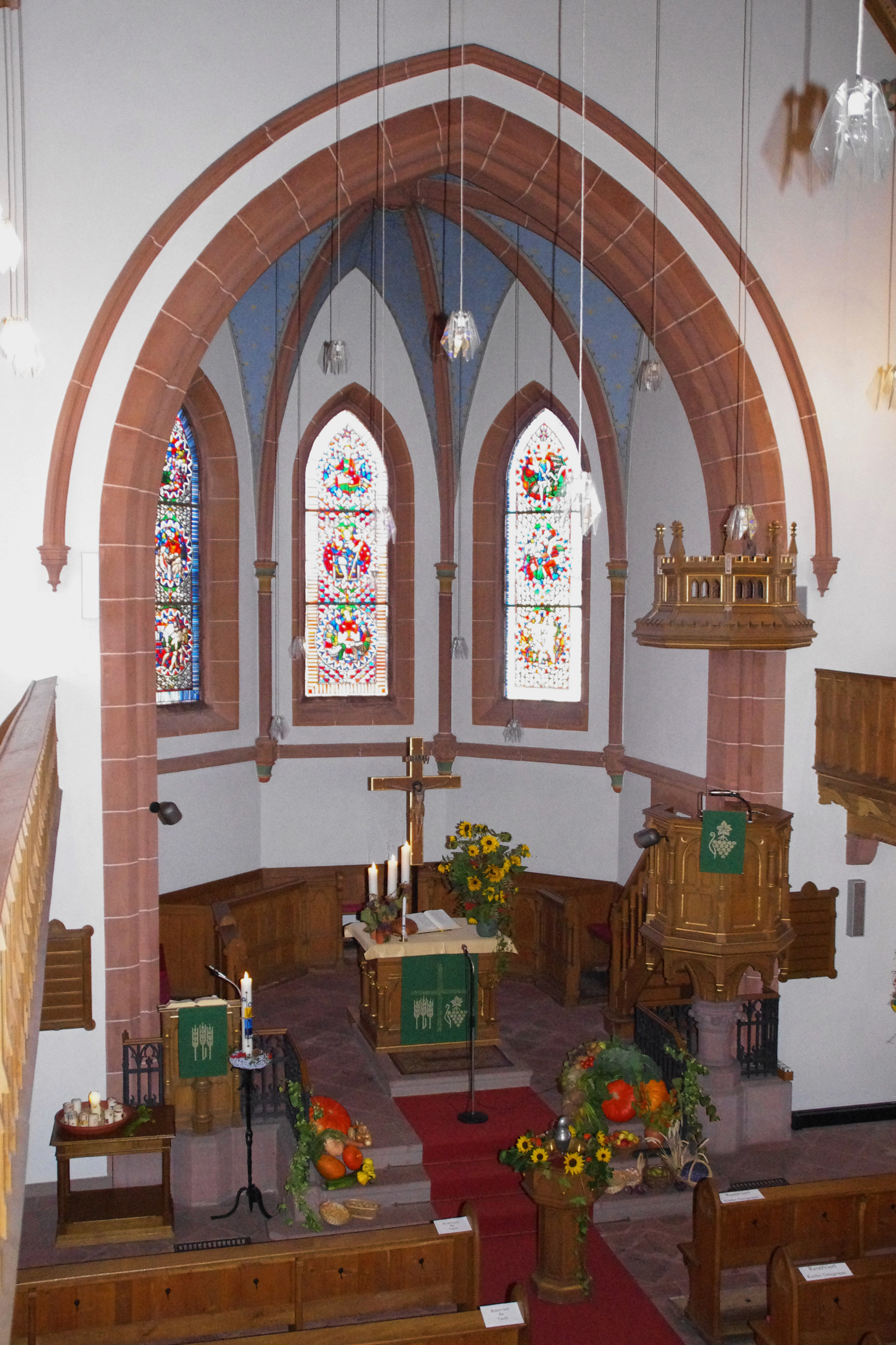
Blick in den Chor

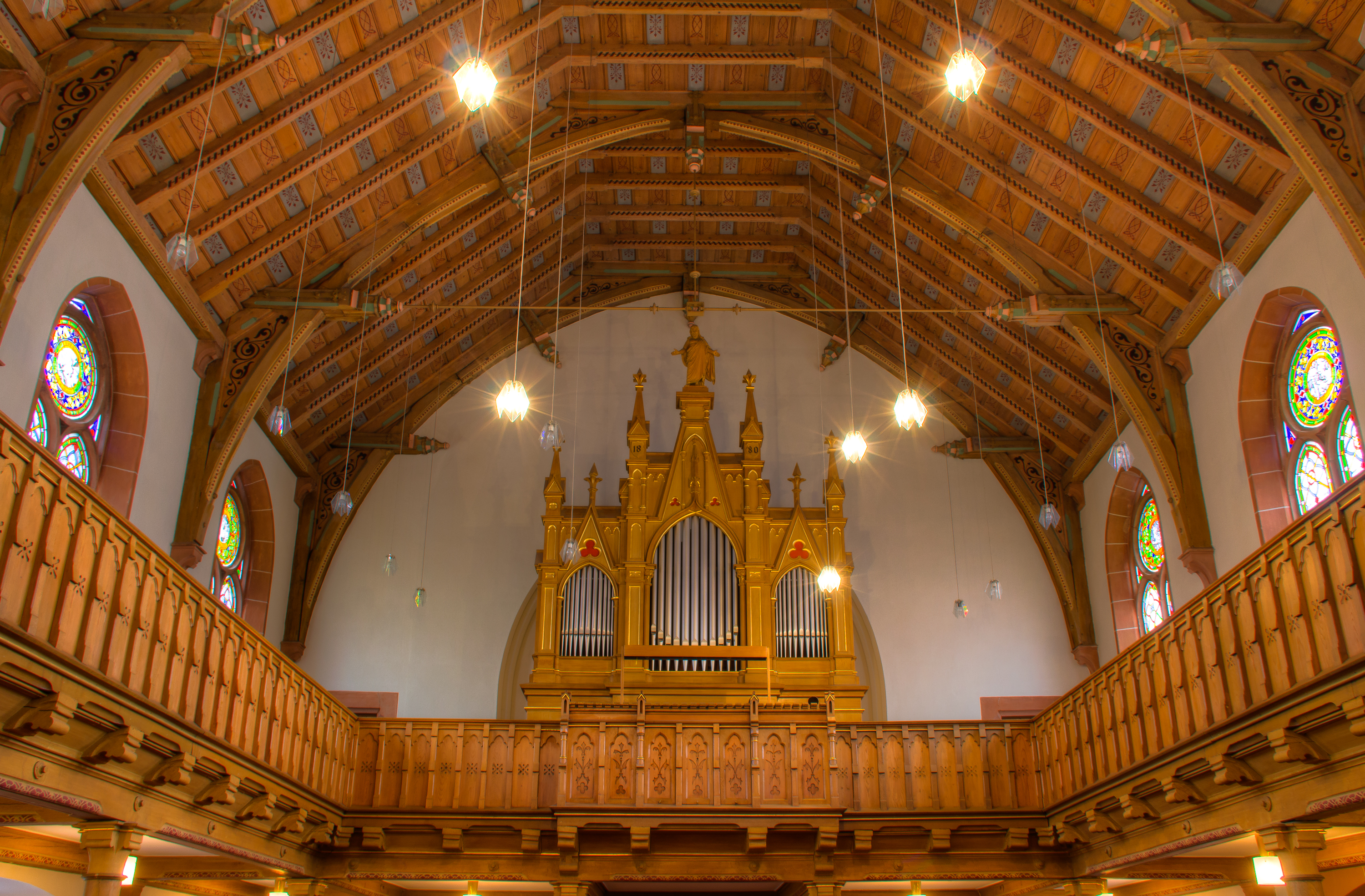
Blick Richtung Osten auf die Orgelempore

Die gewestete Kirche ist inmitten des alten Ortskerns errichtet. Als Baumaterial wurde roter Mainsandstein aus Wertheim verwendet. Die kreuzförmige Kirche besteht aus einem Ostturm, der von zwei niedrigeren Flügelbauten flankiert wird, dem Langhaus und dem eingezogenen polygonalen Chor im Westen. Architektonisch wird sie innen und außen einheitlich von der neugotischen Formensprache beherrscht.
Der Kirchturm auf quadratischem Grundriss hat vier Geschosse, die durch umlaufende Gesimse geteilt werden. Der schlanke, achtseitige Spitzhelm hat unten vier schmale Gauben und wird von Turmknopf, Kreuz und Wetterhahn bekrönt. Das abgestufte Ostportal dient als Hauptportal, das ursprünglich von der Straße über eine Freitreppe zugänglich war. Es ist in einer spitzbogigen Nische eines Giebelhauses eingelassen, die in einem Dreiecksgiebel mit einer Fünfpass-Blende und einer bekrönenden Kreuzblume endet. Der Blendbogen über der doppelflügigen Tür wird durch eine Dreipass-Blende mit der Inschrift „Im Namen Jesu“ verziert. Drei zweigeteilte Spitzbogenfenster mit Maßwerk prägen die Ostseite als Schauseite. Das große Fenster über dem Portal reicht bis in das dritte Geschoss hinein und hat einen Sechspass. Im vierten Geschoss umgeben Eckpilaster je zwei schmale Schallarkaden für das Geläut und die Zifferblätter der Turmuhr. Zweigeschossige, querschiffartige Turmanbauten sind gegenüber dem Turm etwas zurückgesetzt. Sie haben unten ein Zwillingsfenster mit Kleeblattblende, in der Mitte Maßwerkfenster mit Kreisfläche und unterhalb der Traufe einen Kleeblattfries. Eine Kreuzblume bildet den Abschluss des Giebeldreiecks, das durch ein Satteldach mit dem Turm verbunden wird. In der Mitte der südlichen und nördlichen Giebelseiten ist ein Vierpassfenster und im Giebeldreieck ein spitzbogiges Blendfenster in einer großen Blendnische mit Spitzbogen angebracht.
Die Langseiten des Schiffs werden durch Strebepfeiler gegliedert, zwischen denen vier zweigeteilte Maßwerkfenster mit einer abschließenden Kreisfläche in der Art der Flügelbauten eingelassen sind. Sie sind hier wie da zweigeschossig angeordnet. Einem großen Spitzbogenfenster entspricht ein kleines Zwillingsfenster mit Kleeblattblende im ersten Geschoss. Die Nordempore wird über einen separaten Eingang erschlossen. Eine zweiflügelige Tür in der Nordwand bildet den Durchgang zum später errichteten Gemeindehaus. Im nördlichen Schiff sind die originalen Fenstermalereien von Heinrich Oidtmann erhalten, die in den Kreisfeldern Christi Geburt, Auferstehung und Himmelfahrt sowie Pfingsten in Grisaille zeigen, die von farbigen Ornamenten und Blattwerk umgeben sind, und aus der „Bibel in Bildern“ von Julius Schnorr von Carolsfeld getreu übernommen wurden.
Der eingezogene und überwölbte Chor wird durch drei große Spitzbogenfenster ohne Maßwerk in einer Zone belichtet. Die Chorfenster wurden 1970 erneuert. Ein spitzbogiger Triumphbogen aus Sandstein verbindet das Langhaus mit dem Chor. Er wird von einem schmalen Spitzbogen aus Sandstein hervorgehoben, der auf kleinen Konsolen ruht. Gegenüber dem Schiff ist der Chor um drei Stufen erhöht. Er wird von einem Rippengewölbe abgeschlossen, das auf Konsolenkapitellen ruht, deren Dienste von einem unterhalb der Fenster umlaufenden Gesimsband mit Konsolsteinen gestützt werden. Zwei eingeschossige Annexbauten sind zwischen Schiff und Chor angebaut. Der Abstellraum südlich des Chors wurde später angebaut. Die Sakristei nördlich des Chors verfügt über einen eigenen Eingang vom Chorraum aus.

## Ausstattung

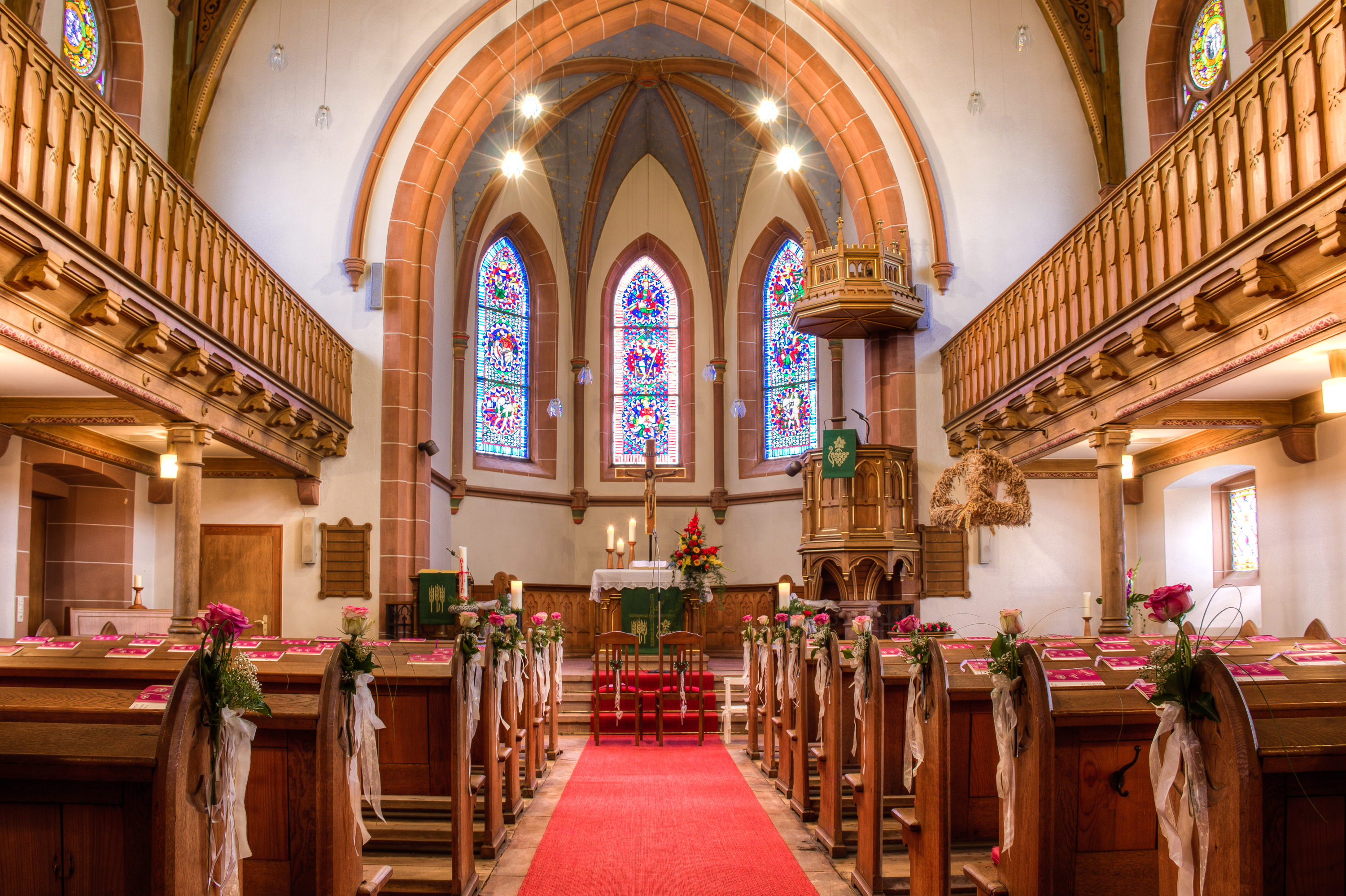
Blick nach Westen

Der gotisierend gestaltete Innenraum wird im Langhaus von einer zweifach geknickten Holzdecke abgeschlossen, deren aufwändige Konstruktion auf Konsolen ruht. Wie auch sonst bei Kirchen des 19. Jahrhunderts üblich wird der Innenraum durch eine dreiseitig umlaufende Empore geprägt. Sie wird von hölzernen Rundsäulen getragen. Die hölzerne Inneneinrichtung ist aus der Erbauungszeit vollständig erhalten. Lediglich die schwarze Farbfassung der gesamten hölzernen Ausstattung wurde bei der Renovierung 1969/1970 entfernt.
Der hölzerne Altarblock im Chorbogen hat drei Kleeblattbögen zwischen vier Pilastern, deren Konturen vergoldet sind. Das Altar-Kruzifix ist 1,85 Meter hoch und 0,62 Meter breit. Die polygonale, hölzerne Kanzel am nördlichen Chorbogen hat in den Feldern maßwerkartige Verzierungen zwischen Ecksäulen, während der achteckige Schalldeckel kunstvoll geschnitzte Zinnen und Türme aufweist. Das Gestühl im Langhaus lässt einen Mittelgang frei. An der Chorwand steht das Gestühl für den Kirchenvorstand. Lesepult, Taufbecken und Opferstock sind einheitlich im Stil der Neugotik gestaltet.

## Orgel

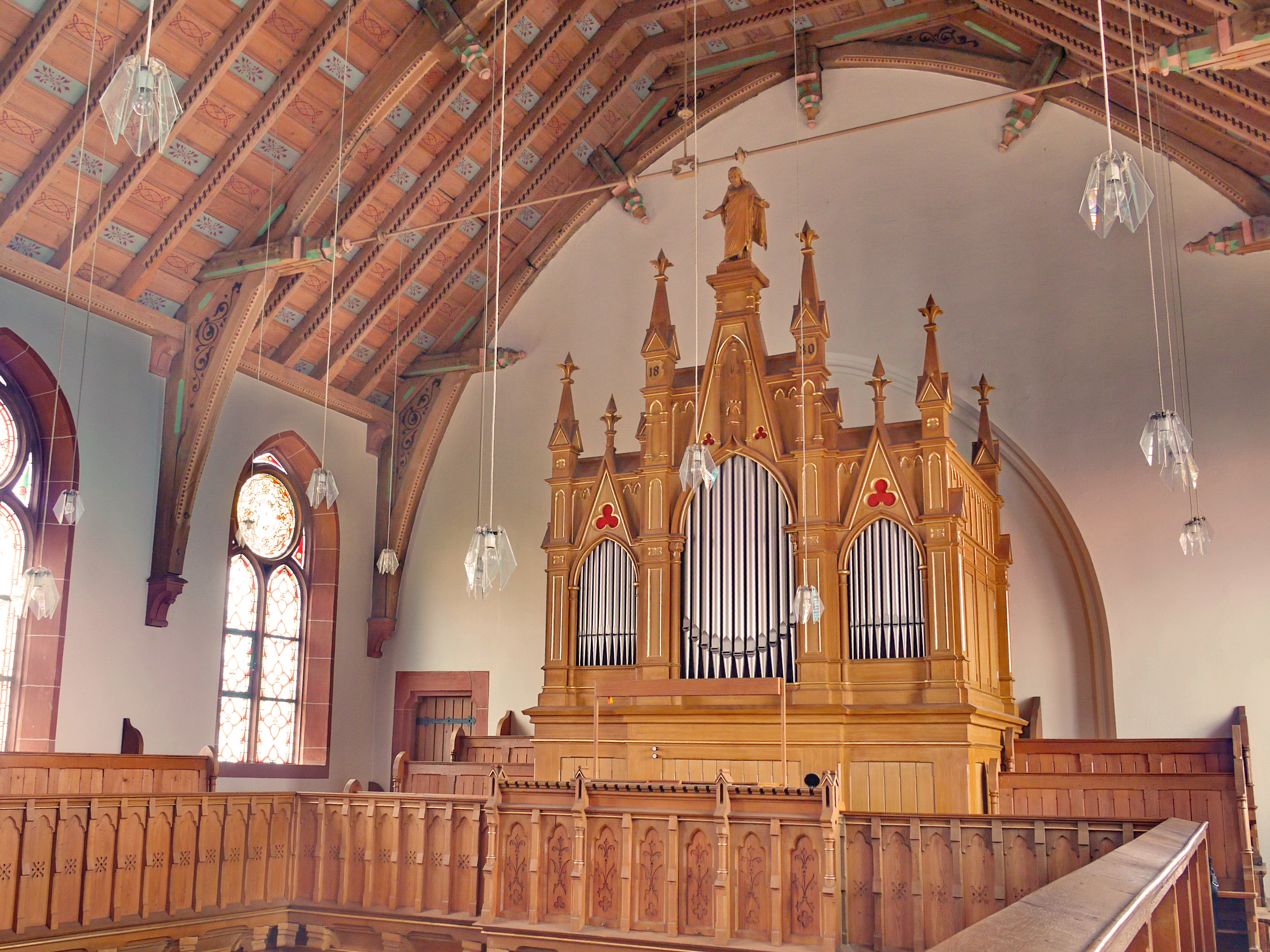
Förster-Orgel von 1881

Die Orgel von Johann Georg Dreuth aus dem Jahr 1742 wurde nicht in die neue Kirche übernommen. Auf der Ostempore erbaute Johann Georg Förster ein neues Instrument, das auf einem Wappenschild mit 1880 bezeichnet ist und 1881 eingeweiht wurde. Der neugotische Architektur-Prospekt wird durch Lisenen mit Pyramidenhelmen, die in Kreuzblumen enden, in drei Spitzbogenfelder gegliedert. Das überhöhte Mittelfeld hat in der Mitte ein Postament mit einer geschnitzten Christusfigur, die der Bildhauer Wilhelm Barthel aus Gießen schnitzte. Das Instrument mit Hängeventil- und Transmissionslade verfügt über 14 Register, die sich auf zwei Manuale und Pedal verteilen. Die Disposition lautet wie folgt:
| I Manual C–f3 |                   |       |
| 1.            | Bourdon           | 16′   |
| 2.            | Principal         | 8′    |
| 3.            | Bourdon           | 8′    |
| 4.            | Gemshorn          | 8′    |
| 5.            | Viola di Gamba    | 8′    |
| 6.            | Octave            | 4′    |
| 7.            | Flauto dolce      | 4′    |
| 8.            | Quinte            | 2 ⁄3′ |
| 9.            | Octave            | 2′    |
| 10.           | Cornett-Mixtur IV | 2′    |

| II Manual C–f3 |                 |    |
| 11.            | Flauto dolce    | 8′ |
| 12.            | Dolce           | 8′ |
| 13.            | Flauto traverso | 8′ |

| Pedal C–d1 |              |     |
| 14.        | Principalbaß | 16′ |
|            | Subbaß       | 16′ |
|            | Octavbaß     | 8′  |
|            | Gemshorn     | 8′  |
|            | Cello        | 8′  |
|            | Super Octave | 4′  |

## Geläut
Das Glockengeschoss beherbergt ein Dreiergeläut. Im Jahr 1920 wurden drei neue Glocken von Gebr. Rincker gegossen, nachdem zwei Glocken 1917 an die Rüstungsindustrie abgeliefert worden waren. Die beiden größeren Glocken mussten wiederum im Zweiten Weltkrieg abgetreten werden und wurden 1949 ersetzt. Nur die kleine Rincker-Glocke von 1920 blieb erhalten.
| Nr. | Gussjahr | Gießer, Gussort     | Schlagton | Inschrift                                                                              |
| 1   | 1949     | Gebr. Rincker, Sinn |           | „O Land, Land, Land, höre des Herrn Wort. Gegossen für die Ev. Kirche in Annerod 1949“ |
| 2   | 1949     | Gebr. Rincker, Sinn |           | „Jesus Christus ist für uns gestorben. Gegossen für die Ev. Kirche in Annerod 1949“    |
| 3   | 1920     | F. W. Rincker, Sinn |           | „Ich juble Fried und Freud, ich löse Lust und Leid, ich ruf zur Ewigkeit.“             |